# 沙拉姆扎爾
沙拉姆扎爾是伊朗的城市，位於該國西部札格羅斯山脈中部，由恰哈馬哈勒－巴赫蒂亞里省負責管轄，處於首都德黑蘭西南395公里，海拔高度2,034米，2006年人口7,003。